# 1PUNCH
1PUNCH（韓語：원펀치）為D-Business Entertainment與Brave Entertainment兩間經紀公司合作推出的韓國雙人男子組合，1PUNCH由鄭帝元（1 / one）和金SAMUEL（PUNCH）組成，於2015年1月23日出道，組合也於同年的九月解散。
1PUNCH於出道100日後公開粉絲名稱為「K.O」(Knock Out)，意思為1punch的魅力擊倒所有人，還有大家所選出魅力的意義。

## 經歷
1PUNCH是以向90年代的嘻哈組合徐太志和孩子們和DEUX致敬，通過現代化的作業下而誕生的組合。1PUNCH兩位成員經歷了很長的練習時間，不管是歌唱、饒舌或舞蹈都有著出眾的實力。成員1不僅有著優越的身材比例，還有由純情漫畫中走出來一般的帥氣外貌，而且有著不錯的時尚與音樂感覺；而成員 PUNCH 則是有著像變色龍般的魅力，他出道前曾為組合SEVENTEEN的預備出道成員。
1PUNCH的成員ONE(원)出演了嘻哈生存綜藝節目《Show Me The Money 4》，以出眾實力與外貌引發關注。2015年9月21日，ONE的所屬公司D-Business Entertainment與YG Entertainment簽訂第三方合約，ONE成為了YG Entertainment旗下藝人，而Brave Entertainment和D-Business Entertainment是基於互信關係合作推出組合1PUNCH，公司之間並沒有簽訂合約，所以1PUNCH解散。

## 成員資料
| 本名     | 藝名         | 隊內職務   |
| -------- | ------------ | ---------- |
| 鄭帝元   | 1 / 원(one)  | 隊長、饒舌 |
| 金SAMUEL | PUNCH / 펀치 | 主唱       |

## 音樂作品
| 專輯 # | 專輯資料                                                          | 曲目                                                                   |
| 1st    | 首張迷你專輯《The Anthem》 - 發行日期：2015年1月23日 - 語言：韓語 | 曲目 1. Nightmare 2. 돌려놔 (Turn Me Back) 3. Ice Ice 4. 돌려놔 (INST) |

## 影視作品

### 電視節目
| 開播日期      | 電視台 | 節目名稱                | 集數                            | 參與成員          |
| 2015年6月26日 | Mnet   | 《Show Me The Money 4》 | (1-7)「最後一集以特別嘉賓演出」 | 鄭帝元（1 / one） |

## 外部連結
- 1PUNCH官方網站（页面存档备份，存于）
- 1PUNCH官方FACEBOOK（页面存档备份，存于）
- 1PUNCH官方Twitter（页面存档备份，存于）
- 1PUNCH官方instagram
- 1PUNCH官方Cafe
- 1PUNCH官方微博（页面存档备份，存于）